# Robert W. Holley
Robert William Holley (Urbana, Illinois, EUA 1922 - Los Gatos 1993) fou un bioquímic i professor universitari estatunidenc guardonat amb el Premi Nobel de Medicina o Fisiologia l'any 1968.

## Biografia
Va néixer el 28 de gener de 1922 a la ciutat d'Urbana, població situada a l'estat nord-americà d'Illinois. Va estudiar química a la Universitat d'Illinois, on es graduà l'any 1942 i inicià posteriorment el seu doctorat en química orgànica a la Universitat Cornell. Hagué d'interrompre els seus estudis per la Segona Guerra Mundial, acabant el seu doctorat l'any 1947. L'any 1948 fou nomenat professor de química orgànica a la Universitat Cornell, i el 1962 ho fou de bioquímica. L'any 1968 fou nomenat professor de l'Institut Salk de La Jolla.
Va morir l'11 de febrer de 1933 a la ciutat de Los Gatos, població situada a Califòrnia.

## Recerca científica
Durant la Segona Guerra Mundial fou nomenat investigador a l'Escola Mèdica Cornell, aconseguint al costat de Vincent du Vigneaud la primera síntesi de la penicil·lina.
L'any 1956 inicià la seva recerca sobre l'àcid ribonucleic a l'Institut Tecnològic de Califòrnia, centrant-se en l'aïllament de l'ARNt o ARN de transferència i posteriorment determinant l'estructura de l'ARNt d'alanina, la molècula que permet incorporar l'aminoàcid alanina a les proteïnes. L'estructura d'aquesta molècula fou completada l'any 1964, obrint-se així una clau necessària per explicar la translació de les proteïnes de l'ARN missatger, esdevenint la primera seqüència d'un nucleòtid determinada en l'ARN, i obrint nous horitzons pel desxiframent del codi genètic. L'any 1968 fou guardonat amb el Premi Nobel de Medicina o Fisiologia per la descripció del codi genètic i el seu impacte en la síntesi proteica, premi que compartí amb Har Gobind Khorana i Marshall Warren Nirenberg.